# VG-2.1
La Vía de Alta Capacidad Monforte de Lemos (LU-617 a CG-2.1) es una vía para automóviles de la Junta de Galicia que transcurre por el norte de Monforte de Lemos (entre Trincheira y Folgueira), diseñada como una carretera limitada a 90 km/h para ser una vía de corta distancia y de poca Intensidad media diaria (IMD). No cumplen los estándares de doble calzada (autovía), ni esta previstada para la duplicación de esta dicha vía. La longitud de este tramo es de 2,71 kilómetros.
Era el antiguo tramo del corredor gallego de Monforte de Lemos-Lalín (CG-2.1) que había inaugurado en 1999. Formaba parte de la última fase de completar el corredor, en el tramo entre Escairón y Monforte de Lemos sin la prolongación hacia sur con la carretera N-120 y la conexión con la CG-2.2.

## Tramos
| Denominación | Tramo                                       | Kilómetros | Año servicio |
| ------------ | ------------------------------------------- | ---------- | ------------ |
| VG-2.1       | CG-2.2 LU-617 Trincheira - CG-2.1 Folgueira | 2,1        | 1999         |

## Salidas
| Velocidad | Esquema | Salida | Sentido Folgueira (CG-2.1) | Carriles | Sentido Trincheira (CG-2.2) | Carretera | Notas |
| --------- | ------- | ------ | --- | -------- | --- | --------- | ----- |
|           |         |        | Comienzo de Vía de Alta Capacidad Monforte de Lemos (LU-617 a CG-2.1) VG-2.1 Procede de: CG-2.2 LU-617 Trincheira                              |          | Fin de Vía de Alta Capacidad Monforte de Lemos (LU-617 a CG-2.1) VG-2.1 Incorporación final CG-2.2 LU-617 Dirección final: LU-617 Seoane Tuiriz CG-2.2 Monforte de Lemos (norte) Sarria Lugo LU-617 Monforte de Lemos (oeste) |           |       |
|           |         |        | Viaducto río Cinsa 60 metros |          | Viaducto río Cinsa 60 metros |           |       |
|           |         |        | Fin de Vía de Alta Capacidad Monforte de Lemos (LU-617 a CG-2.1) VG-2.1 Dirección final: CG-2.1 Orense Ponferrada CG-2.1 Chantada PO-533 Lalín |          | Inicio de Vía de Alta Capacidad Monforte de Lemos (LU-617 a CG-2.1) VG-2.1 Procede de: CG-2.1 Folgueira | CG-2.1    |       |